# استرادیس‌هال
استرادیس‌هال (به انگلیسی: Stradishall) یک روستا و محله مدنی در بریتانیا است که در St Edmundsbury واقع شده‌است. استرادیس‌هال ۴۵۱ نفر جمعیت دارد.